# 朗特伊 (卡尔瓦多斯省)
朗特伊（法語：Lantheuil，法語發音：[lɑ̃tœj] ⓘ）是法国卡尔瓦多斯省的一个旧市镇，属于卡昂区。2019年，朗特伊与临近的2个市镇合并为新市镇瑟勒河桥村，朗特伊为新市镇行政中心。

## 地理
朗特伊（49°16'9"N, 0°30'58"W）面积4.42 平方千米，位于法国诺曼底大区卡爾瓦多斯省，该省份为法国西北部沿海省份，北濒大西洋英吉利海峡，东北与滨海塞纳省以海上边界相接，东临厄尔省，南至奧恩省，西与芒什省接壤。
与朗特伊接壤的市镇（或旧市镇、城区）包括：昂布利、克勒利、屈利、勒弗雷讷卡米伊、圣加布里埃尔-布雷西。

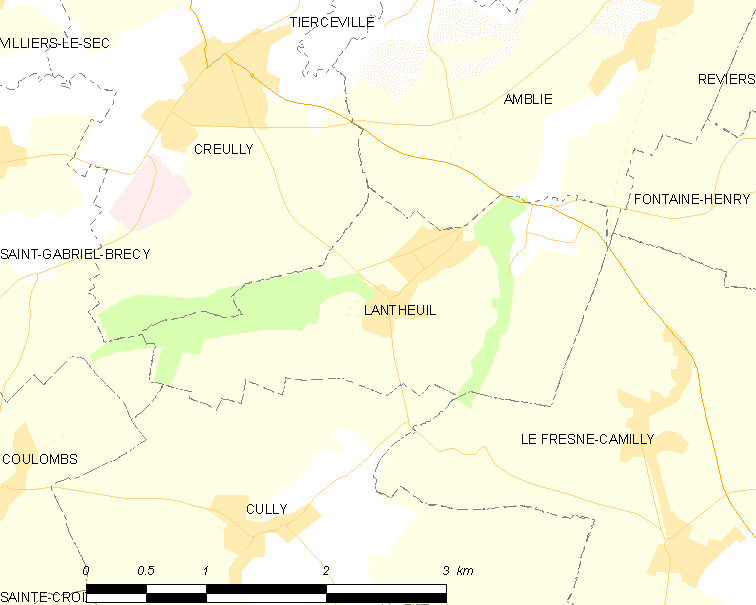
的OSM定位图

朗特伊的时区为UTC+01:00、UTC+02:00（夏令时）。

## 行政
朗特伊的邮政编码为14480，INSEE市镇编码为14355。

## 政治
朗特伊所属的省级选区为蒂和米县。

## 人口

1962-2008年间人口变化图示

朗特伊于2018年1月1日时的人口数量为747人。